# Gusino (rejon smoleński)
Gusino (ros. Гусино) – wieś (ros. деревня, trb. dieriewnia) w zachodniej Rosji, w osiedlu wiejskim Katynskoje rejonu smoleńskiego w obwodzie smoleńskim.

## Geografia
Miejscowość położona jest nad Dnieprem, 3,5 km od stacji kolejowej Gusino, 4 km od drogi magistralnej M1 «Białoruś», 19,5 km od centrum administracyjnego osiedla wiejskiego (Katyń), 42,5 km od Smoleńska.

## Demografia
W 2010 r. miejscowość zamieszkiwało 26 osób.